# Bledský ostrov
Bledský ostrov je ostrov s kostelem Nanebevzetí Panny Marie, který se nachází na Bledském jezeře ve Slovinsku.

## Historie
Archeologové na ostrově objevili stopy osady z 11. až 8. století před Kristem a slovanská kultovní místa z 9. a 10. století po Kristu se základy předrománské kaple. Trojlodní románská bazilika zde byla založena roku 1142. V 15. století byla goticky upravena a v roce 1509 ji poničilo zemětřesení. Současný vzhled kostela je barokní ze 17. století. Uvnitř se nachází zbytky gotických maleb a gotická soška Panny Marie. Hlavní oltář je z roku 1747. Tři boční oltáře z černého mramoru jsou z roku 1700. Nad kostelní lodí je instalován i tzv. zvon přání (dle tradice nutno třikrát zazvonit pro splnění přání). Zvonice vedle kostela pochází z 15. století a má výšku 54 metrů. 

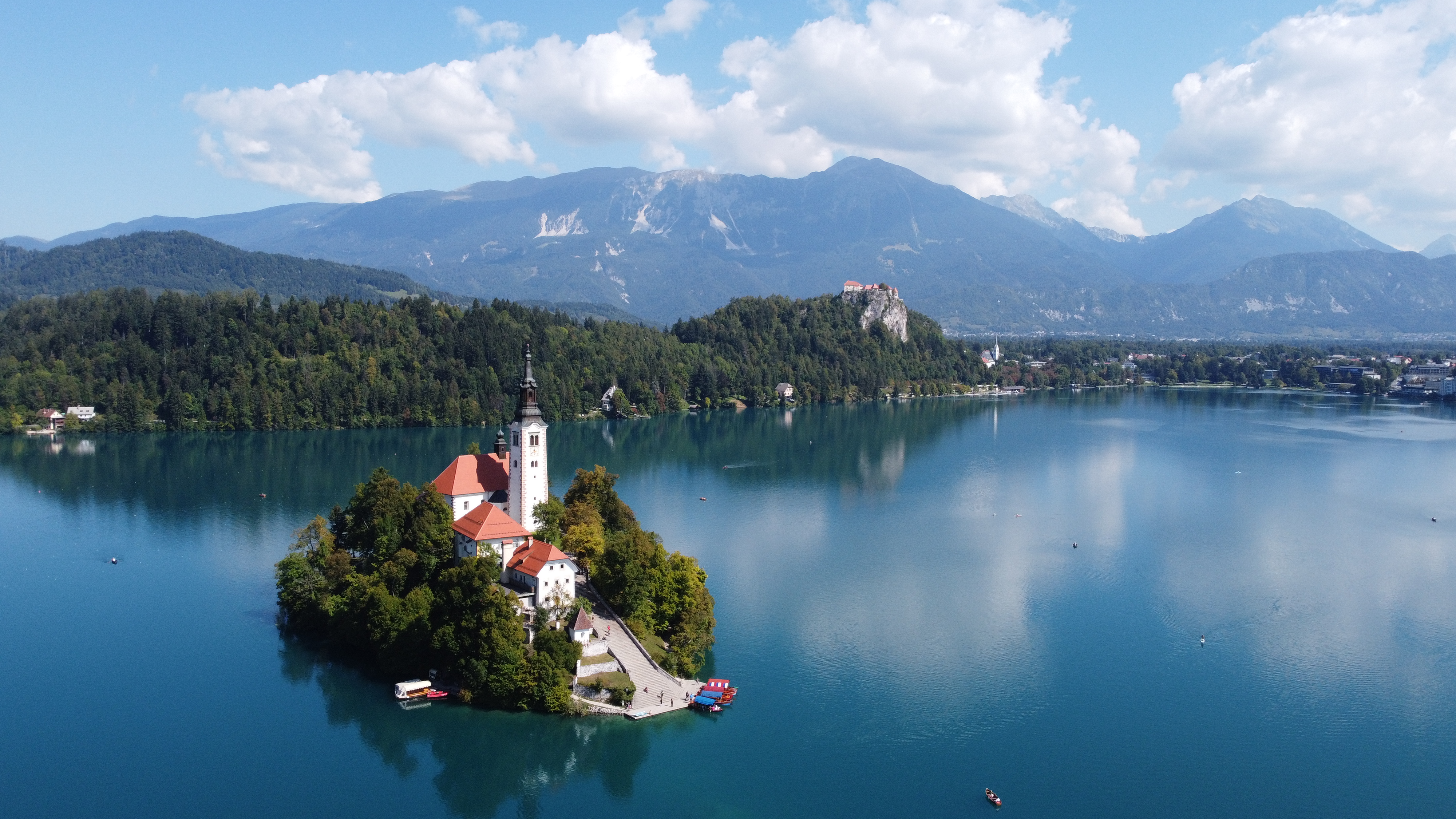
Bledský ostrov